# Cap d'Agde WCT
Il Cap d'Agde WCT è stato un torneo di tennis facente parte del World Championship Tennis giocato nel 1982 a Cap d'Agde in Francia su campi in terra rossa.

## Albo d'oro

### Singolare
| Anno | Vincitore  | Finalista    | Punteggio          |
| ---- | ---------- | ------------ | ------------------ |
| 1982 | Tomáš Šmíd | Lloyd Bourne | 6–3, 6–4, 5–7, 6–2 |

### Doppio
| Anno | Vincitori                | Finalisti               | Punteggio |
| ---- | ------------------------ | ----------------------- | --------- |
| 1982 | Andy Andrews Drew Gitlin | Pavel Složil Tomáš Šmíd | 6–2, 6–4  |